# Петров, Борис Николаевич (велогонщик)
Петров Борис Николаевич (28 января 1947, Тула — 1972) — советский велогонщик

## Биография
Родился 28 января 1947 года в Туле, проживал на улице Красноармейской. В детстве увлекался радио.
Мама Бориса, Мария Петрова, работала проводником дальнего следования на железной дороге. Вышла замуж второй раз за прокурора Вадима Гудима.
От второго брака родился сын — Олег, сводный брат Бориса, Олег, также занимался велосипедным спортом на треке. 
Мама привезла из Москвы радиоконструктор. Борис одним из первых в Туле собрал радиоприёмник в мыльнице, и все ребята из соседних домов слушали передачи из Москвы. 
Потом Борис увлёкся велосипедом, стал заниматься на треке и достиг больших результатов.
Мастер спорта международного класса.
Чемпион СССР (1969, 1970) в гонке на тандеме (трек).
2-й призёр Спартакиады народов СССР (1971) в гонке на тандеме (трек).
Чемпион СССР (1965 — в гите на 500 м с места среди юношей; 1966 — в спринте среди юниоров). Участник гонок за лидером на треке. Участник чемпионата мира (1969).
Рекордсмен СССР.
Жизнь знаменитого велогонщика Бориса Петрова оборвалась трагически в 1972 году — умер после падения на треке.
Выдающийся велогонщик, туляк, Борис Петров внёс большой вклад в развитие велоспорта в СССР.